# Pipstorn

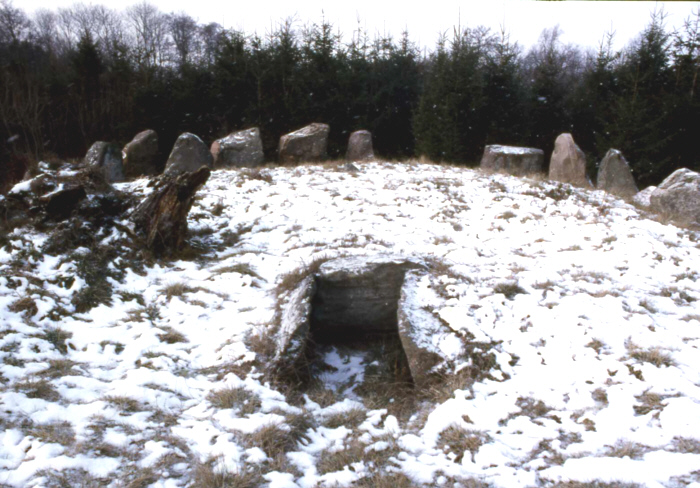
Pipstorn Nr. 1

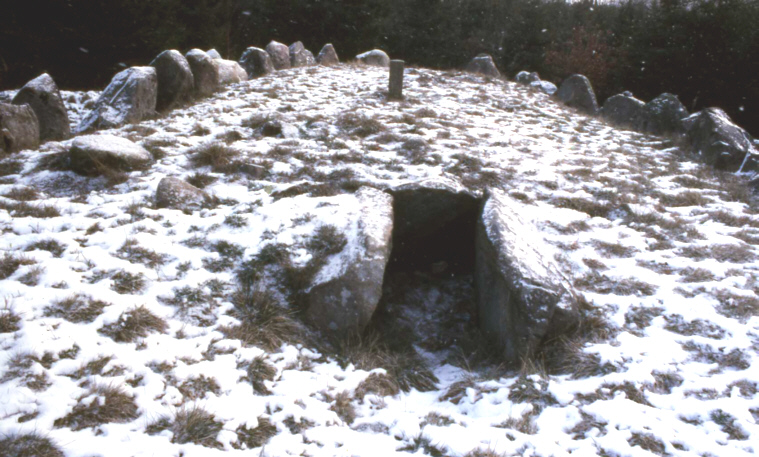
Pipstorn Nr. 1

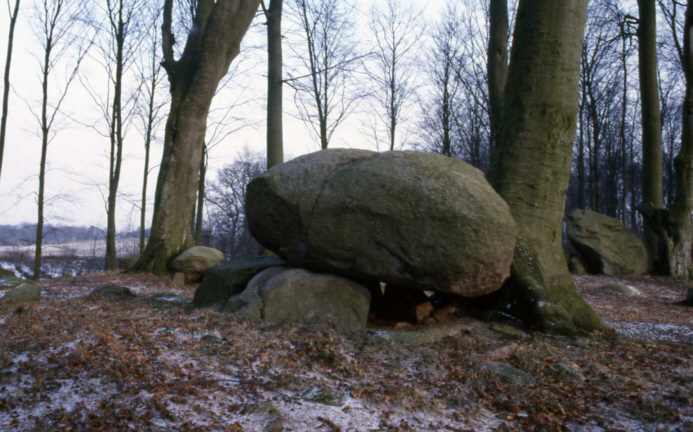
Pipstorn Nr. 3

Der Pipstorn (auch Piptorn Skov) ist ein Wald auf der dänischen Insel Fünen, der nahe der Stadt Fåborg beiderseits der Bahnlinie nach Svendborg liegt. Im Wald befinden sich über Jahrtausende genutzte Grab- und Kultstätten. Die Dolmen stammen aus der Jungsteinzeit etwa 3500–2800 v. Chr. und sind Megalithanlagen der Trichterbecherkultur (TBK). Neolithische Monumente sind Ausdruck der Kultur und Ideologie neolithischer Gesellschaften. Ihre Entstehung und Funktion gelten als Kennzeichen der sozialen Entwicklung.

## Monumente
- Dolmen in Rund- und Langhügeln
- verschieden alte Hügelgräber (dänisch højgrave oder tuegrave)
- ein Steinkreis
- Steinkisten
- Vorzeitäcker (Wölbäcker)

Der Pipstorn gehörte seit alters her zum Findstrupgaard, dem späteren Herrensitz Holstenshus. Die Reste alter Äcker zeugen davon, dass Teile des Waldes Ackerland waren. Der jedoch lediglich eingeschränkte Bodenbau bewirkte, dass eine vielseitige Auswahl von Objekten aus der Vorzeit bewahrt blieb.

## Dolmen
Die fünf erhaltenen Langgräber sind die ältesten erkannten Gräber im Wald. Die kleinen Dolmen liegen zum Teil in Hünenbetten und wurden zwischen 3500 und 2800 v. Chr. also während 700 Jahren Jungsteinzeit angelegt, aber bisweilen Jahrtausende hindurch nachgenutzt. Im Pipstorn konnte man bis 1999 eine Buche sehen, die dabei war mit ihrem Wurzelwerk ein Steingrab zu umschlingen. Dieser Baum stürzte aber bei einem Sturm um.

## Große Grabhügel
Die 34 großen Grabhügel im Pipstorn sind die größte Konzentration von Grabhügeln auf Fünen/Langeland. Die Hügel sind nicht untersucht worden, stammen aber aus der älteren Bronzezeit (1800–1000 v. Chr.). Die größeren wurden später noch zur Beisetzung von Urnen oder Baumsärgen benutzt.

## Kleine Grabhügel
Die kleinen Hügelgräber stammen aus der jüngeren Bronze- (1000–500 v. Chr.) und der älteren Eisenzeit. Das Hügelgrabfeld entstand über mehrere Jahrhunderte während der Zeit der Leichenverbrennung. Eine weitere Gruppe von kleinen Hügelgräbern ist umgeben von einem kaum sichtbaren Steinkreis. Sie enthalten Brandgräber aus der vorrömischen Eisenzeit, den Jahrhunderten vor der Zeitenwende.

## Steinkreis
Zwischen den Hügelgrabfeldern sind zwanzig große Steine in einem Kreis auf einem Hügel angeordnet. Die Anlage gleicht den Gräbern der späten Eisenzeit wie Lindholm Høje mit Steinkreisen um Brandgräber. Solche Steinsetzungen können auch oval, quadratisch, dreieckig oder schiffsförmig sein. Sie wurden etwa 500–1000 nach Chr. angelegt.

## Steinkisten
Ein Wasserlauf geht unter dem Weg zwischen fein ausgeführten Särgen aus zugehauenen Feldsteinen hindurch. Diese Steinkisten können mehrere hundert Jahre alt sein.

## Wölbäcker

Verdeutlichung der Entstehung der Aufwölbungen bei Wölbäckern

Hügelförmige Äcker als lange, schmale Erhöhungen sieht man an fünf Stellen im Wald. Die Wölbackerform entstand dadurch, dass die Erde stets zur Mitte des Ackers gepflügt wurde. Die Vertiefungen zwischen den Äckern wirkten als Be- und Entwässerungsgräben. Die Methode wurde vom Mittelalter bis ins 18. Jahrhundert angewandt. Die Äcker im Pipstorn sind mit einer Breite von fünf Metern ungewöhnlich schmal.